# Vlag van Kortrijk
De vlag van Kortrijk werd door de gemeenteraad op 14 juni 1985 officieel vastgesteld als de gemeentelijke vlag van de West-Vlaamse gemeente Kortrijk. Op 7 juli 1987 werd hij door het Bestuur van Vlaanderen bevestigd en uiteindelijk gepubliceerd op 3 december 1987 in het officiële Belgisch Staatsblad.
Officieel wordt de vlag beschreven als:
Wit met een keper en een uitgeschulpte zoom van rood
De vlag is volledig gebaseerd op het gemeentewapen en ziet er dus helemaal hetzelfde uit.

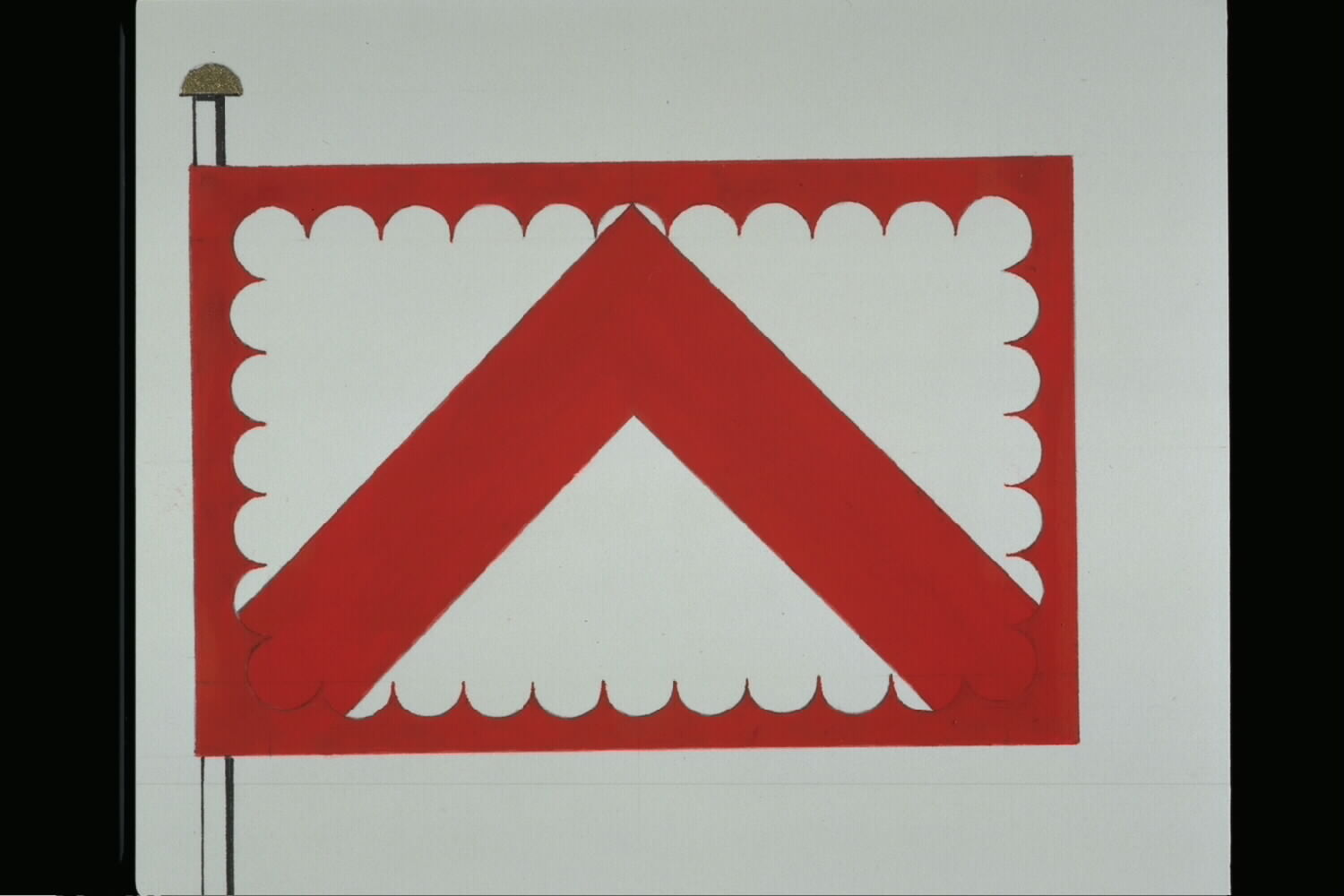
Officiële tekening van de vlag